# Balleray
Balleray är en kommun i departementet Nièvre i regionen Bourgogne-Franche-Comté i de centrala delarna av Frankrike. Kommunen ligger i kantonen Guérigny som tillhör arrondissementet Nevers. År 2018 hade Balleray 201 invånare.

## Befolkningsutveckling
Antalet invånare i kommunen Balleray
| Referens: INSEE |